# Tectaria psomiocarpa
Tectaria psomiocarpa är en ormbunkeart som beskrevs av S.Y.Dong. Tectaria psomiocarpa ingår i släktet Tectaria och familjen Tectariaceae. Inga underarter finns listade.